# ウォッチタワー
ウォッチタワー (Watchtower)は、アメリカ合衆国出身のプログレッシブ・メタル・バンド。
同国の「フェイツ・ウォーニング」や欧州の「メコン・デルタ」らと並び、プログレッシブ・メタル成立の過渡期から活動する先駆者として知られる。「ドリーム・シアター」など同種の後続グループに多大な影響を与えた。

## 概要・略歴
1982年、テキサス州オースティンで結成。
1985年、ジャズ的アプローチを込めた1stアルバム『Energetic Disassembly』をリリース。
1986年、ビリー・ホワイトから、実力派ギタリスト、ロン・ジャーゾンベクに交代。よりテクニカルな方向に進む。
1988年、ジェイソン・マクマスター(vo)が新しいバンド、デンジャラス・トイズを結成するために脱退。その後、アラン・テクチオ(Vo)が加入し、翌1989年に2ndアルバム『コントロール・アンド・レジスタンス』をリリース。しかし翌年早々にテクチオが脱退してしまう。またジャーゾンベクの手に重度の怪我を抱えた事情もあって継続が困難となり、同年に解散した。
1999年、ジェイソン・マクマスター(vo)が復帰して再結成を果たし、創作やライブ活動を再開する。しかしデモ制作やコンピレーション・アルバムをリリースするものの、新作発表までにはなかなか至らなかった。
2010年にマクマスターが離脱し、アラン・テクチオが復帰。3rdアルバム『Mathematics』の制作を進めるが、これもデモ制作の段階で頓挫し、また活動が停止した。
2015年、創作活動を再開し、これまでの素材の再構築を進める。そして翌2016年、2ndアルバム以来となる26年ぶりの新作EP『コンセプツ・オヴ・マス:ブック・ワン』を発表した。

## スタイル
音楽性は実力派のギタリスト ロン・ジャーゾンベクを中心に、テクニカルなスラッシュメタルをベースとした「プログレッシブ・メタル」を実践している。同時期に台頭した欧州の「メコン・デルタ」がクラシック音楽を取り入れたのに対し、こちらはフリー・ジャズやフュージョン (音楽)を内包するサウンドを展開した。

## メンバー

### 現ラインナップ
- アラン・テクチオ (Alan Tecchio) - ボーカル (1989年-1990年、2010年、2015年- )
- ロン・ジャーゾンベク (Ron Jarzombek) - ギター (1986年-1990年、1999年-2010年、2015年- ) ※ブロテッド・サイエンスでも活動
- ダグ・ケイザー (Doug Keyser) - ベース (1982年- )
- リック・コラルーカ (Rick Colaluca) - ドラムス (1982年- )

### 旧メンバー
- ジェイソン・マクマスター (Jason McMaster) - ボーカル (1982年-1988年、1999年-2009年)
- マイク・ソリズ (Mike Soliz) - ボーカル (1988年-1989年)
- ビリー・ホワイト (Billy White) - ギター (1982年-1986年)

## ディスコグラフィ

### スタジオ・アルバム
- Energetic Disassembly (1985年)
- 『コントロール・アンド・レジスタンス』 - Control and Resistance (1989年)

### コンピレーション・アルバム
- Demonstrations in Chaos (2002年)
- Cottage Cheese From The Lips Of Death (1983年)
- Doomsday News 2 (1989年)
- Doomsday News - The Video Compilation Volume 2 (1990年)
- 12 Years in Noise: Metal & Beyond (1996年)
- A Tribute to Accept Vol. 1 (1999年)

### EP・シングル
- "The Size of Matter" (2010年) ※デジタル・シングル
- "Arguments Against Design" (2015年) ※デジタル・シングル
- "M-Theory Overture" (2015年) ※デジタル・シングル
- "Technology Inaction" (2015年) ※デジタル・シングル
- 『コンセプツ・オヴ・マス:ブック・ワン』 - Concepts of Math: Book One (2016年)

### デモ
- Meltdown (1984年)
- Demo 1987 (1987年)
- Instruments of Random Murder (1987年)